# Grenzanlagen Behrungen
Die Grenzanlagen bei Behrungen umfassen die komplette Grenzstaffelung der ehemaligen innerdeutschen Grenze. Hier können der Grenzaufbau der frühen 1950er Jahre und die unterschiedlichen Strukturierungen der Grenzstaffelung bis 1989 mittels denkmalgeschützter Bau- und Bodendenkmale lückenlos nachvollzogen werden.
Im früheren Grenzabschnitt 44 sind aussagefähige Reste der Grenzbefestigungsanlagen der DDR sowie Kontrolleinrichtungen der bayerischen Landesgrenze erhalten geblieben. Im Jahr 2002 wurde das gesamte Areal als Kulturdenkmal Ensemble unter staatlichen Denkmalschutz gestellt. Im Jahr 2005 erfolgte zusätzlich die Ausweisung als Bodendenkmal für Teilbereiche der Grenzbefestigungen. Die Plakette „Fledermausfreundlich“ konnte im Jahr 2002 durch das Thüringer Ministerium für Landwirtschaft, Naturschutz und Umwelt zugeteilt werden.
Die Grenzanlagen bei Behrungen liegen unmittelbar am Streckenverlauf der Erlebnisstraße der deutschen Einheit.

## Beschreibung

### Teilbereich innerdeutsche Grenze
Die Grenzanlagen bei Behrungen umfassen großflächig Relikte der ehemaligen innerdeutschen Grenze und der bayerischen Landesgrenze. Neben der engmaschigen DDR-Staatsgrenze, die mit Grenzsteinen der Urvermessung (1861 und 1908) sowie Granitgrenzsteinen der DDR versehen ist, sind außerdem der Kolonnenweg, der sechs Meter breite Spurensicherungsstreifen (wurde wöchentlich 2- bis 3-mal geeggt), der Kfz-Sperrgraben, die Zaunanlage und Reste des Minenfeldes sowie das vorgelagerte Hoheitsgebiet mit mehreren DDR-Grenzsäulen erhalten. An markanten Stellen finden sich zwei Erdstellungen, die zur Grenzaufklärung in Richtung Westen angelegt waren.
Aus den frühen 1950er und 1960er Jahren stammen in diesem Areal eine Wegunterbrechung (Graben) sowie die vergitterte Verrohrung des Baches „Bahra“ durch das Minenfeld. Weiterhin sind optische Grenzmarkierungen (Grenzgräben und Abstufungen) der Landesgrenze in Verbindung zum früheren Spurensicherungsstreifen erhalten geblieben.

### Teilbereich DDR-Schutzstreifen
Der frühere, an dieser Stelle 500 Meter breite Schutzstreifen der DDR ist noch sehr gut zu erkennen. Hier befindet sich ein Grenzturm (Baujahr 1981), der als Kommandeur-Führungsstelle diente. Daneben sind der Kolonnenweg, Reste des Grenzmeldenetzes (Anschlussmöglichkeiten) mit Post, Markierungssteinen sowie zwei Erdbeobachtungsbunker erhalten. Mehrere Beobachtungs- und Sicherungsstellungen befinden sich mit Blickrichtung zum Grenzsignal- und Sperrzaun. Der ca. 30 Meter weiter am Originalstandort stehende Grenzsignal- und Sperrzaun und das frühere Durchlasstor Nr. 21 mit Schaltanlagen, Feldanzeige und Elektroverteilungen bilden das ehemalige erste Sperrelement der DDR-Grenzsicherung in Richtung Westen.

### Teilbereich DDR-Grenzgebiet
Im weitverzweigten Grenzgebiet dieser Region sind Erdstellungen der sowjetischen Armee aus den frühen 50er Jahren, Erdbeobachtungs- und Verteidigungsstellungen der DDR-Grenztruppen, Horchposten sowie Reste einer Feldwachstellung der 60er Jahre erhalten.
In der nahegelegenen thüringischen Ortschaft Behrungen befindet sich noch das Gelände der ehemaligen Grenzkompanie 2 sowie Baulichkeiten der ehemaligen DDR-Grenzpolizei aus den 50er Jahren.

### Teilbereich bayerische Landesgrenze
An der Schnittstelle des früheren Grenzzugs d zu e befindet sich auf bayerischen Gebiet ein Informationspunkt des Bundesgrenzschutzes mit Markierungen und Hinweisen zur bayerischen Landesgrenze.
Im benachbarten bayerischen Grenzort Rappershausen ist noch eine der wenigen original erhalten bayerischen Grenzinformationsstellen zu finden.

## Entstehungsgeschichte
Nach dem Fall der Berliner Mauer am 9. November 1989 hatte die DDR-Grenze keine Bedeutung mehr. Bei den Rückbauarbeiten der Grenzbefestigungen in den frühen 1990er Jahren wurden nahe der Ortschaft Behrungen/Thüringen Teile der Grenzanlage erhalten. In der Folgezeit gerieten diese Relikte der einstigen Grenze in Vergessenheit und wurden dem Verfall überlassen. Fast zehn Jahre später entdeckten Mitglieder der Familie Erhard diese Sachzeugnisse der deutschen Teilung wieder. Ihr Anliegen ist es seither, die einstige Teilung Deutschlands mittels originaler, denkmalgeschützter Grenzanlagen zu vermitteln. Im Jahr 1999 wurde der Grenzturm gekauft und saniert. 2001 erfolgte der Kauf des Grenzsignalzaunes, und im Jahr darauf konnten die frühere innerdeutsche Grenze sowie weitere Kernbereiche des Areals erworben werden. Die Grenzanlage wurde nach der Renovierung den zuständigen Denkmalfachbehörden zur Schutzstellung als Baudenkmal und Bodendenkmal vorgetragen. Heute zählt die Grenzanlage bei Behrungen zu den flächenmäßig größten als Bau- und Bodendenkmal staatlich geschützten Grenzanlagen im Verlauf der ehemaligen innerdeutschen Grenze. Die Trägerschaft über die Grenzanlage bei Behrungen liegt beim Deutschen Kuratorium zur Förderung von Wissenschaft, Bildung und Kultur e. V. Ein Teilbereich der Denkmalanlage bei Behrungen wird als deutsch-deutsches Freilandmuseum/Gedenkstätte für Führungen und Exkursionen genutzt.